# Korytno
Korytno – wieś w Polsce położona w województwie łódzkim, w powiecie radomszczańskim, w gminie Masłowice.
| SIMC    | Nazwa           | Rodzaj    |
| ------- | --------------- | --------- |
| 1040697 | Barak           | część wsi |
| 1040846 | Niwa Korycińska | część wsi |
| 1040898 | Rejtan Drugi    | część wsi |
| 1040906 | Rejtan Pierwszy | część wsi |
| 1040929 | Sowiniec        | część wsi |
| 1040958 | Tarki           | część wsi |
| 1040970 | Wola Korycińska | część wsi |

W latach 1975–1998 miejscowość administracyjnie należała do województwa piotrkowskiego. W Korytnie znajduje się ponad 90-letni budynek OSP oraz dworek, który w okresie międzywojennym został przekształcony na szkołę. Szkoła funkcjonowała do lat 90., kiedy to z powodu niżu demograficznego została zlikwidowana (obecnie budynek stoi pusty). Przed wojną na terenie wsi istniała również gorzelnia, obecnie jej budynek jest zaadaptowany na mieszkalny.
Wierni kościoła rzymskokatolickiego należy do parafii Bąkowa Góra. W 1984 roku wybudowano kaplicę.